# Pietro Peregrossi
Pietro Peregrossi (ur. między 1220 a 1225 w Mediolanie – zm. 1 sierpnia 1295 w Anagni) – włoski duchowny.

## Życiorys
Pochodził z Mediolanu. W młodości studiował prawo rzymskie na uniwersytecie w Bolonii oraz w Orleanie. Karierę duchowną wybrał prawdopodobnie stosunkowo późno. 1273 został kanonikiem katedry Notre-Dame w Paryżu, rok później przeszedł na służbę w kurii papieskiej. Brał udział w Soborze w Lyonie 1274. Wicekanclerz Świętego Kościoła Rzymskiego 1276-88. 16 maja 1288 uzyskał nominację kardynalską z tytułem diakona San Giorgio in Velabro, a krótko potem (prawdopodobnie 18 grudnia 1288) został promowany do rangi prezbitera tytułu S. Marci. Protektor zakonu humiliatów. Uczestniczył w papieskiej elekcji 1292-94, ale z powodu choroby nie wziął już udziału w konklawe 1294. Kardynał protoprezbiter od 1294. Zmarł w Anagni.